# Loborika Favorit Team/Saison 2011
Dieser Artikel listet Erfolge und Mannschaft des Loborika Favorit Teams in der Saison 2011 auf.

## Erfolge in der UCI Europe Tour
| Datum     | Rennen                                      | Kat. | Fahrer              |
| --------- | ------------------------------------------- | ---- | ------------------- |
| 24. April | Banja Luka-Belgrade II                      | 1.2  | Matija Kvasina      |
| 12. Juni  | Internationaler Raiffeisen Grand Prix       | 1.2  | Tomislav Dančulović |
| 24. Juni  | Kroatische Meisterschaft – Einzelzeitfahren | CN   | Kristijan Đurasek   |
| 26. Juni  | Kroatische Meisterschaft – Straßenrennen    | CN   | Kristijan Đurasek   |
| 5. August | Gran Premio Folignano                       | 1.2  | Kristijan Đurasek   |
| 7. August | Trofeo Internazionale Bastianelli           | 1.2  | Kristijan Đurasek   |

## Zugänge – Abgänge
| Zugänge        | Team 2010            | Abgänge        | Team 2011               |
| -------------- | -------------------- | -------------- | ----------------------- |
| Andrej Omulec  | Obrazi Delo Revije   | Dean Podgornik | Manisaspor Cycling Team |
| Matija Kvasina | Zheroquadro Radenska | Darko Blažević | Meridiana Kamen Team    |
| Endi Širol     | Neoprofi             |                |                         |

## Mannschaft
| Name                | Geburtstag         | Nationalität |
| ------------------- | ------------------ | ------------ |
| Deni Baniček        | 27. Februar 1990   | Kroatien     |
| Tomislav Dančulović | 15. Juni 1980      | Kroatien     |
| Massimo Demarin     | 25. August 1979    | Kroatien     |
| Kristijan Đurasek   | 26. Juli 1987      | Kroatien     |
| Emanuel Kišerlovski | 3. August 1984     | Kroatien     |
| Jurica Knežević     | 18. September 1991 | Kroatien     |
| Matija Kvasina      | 4. Dezember 1981   | Kroatien     |
| Hrvoje Miholjević   | 8. Juni 1979       | Kroatien     |
| Andrej Omulec       | 19. November 1982  | Slowenien    |
| Marijan Perković    | 28. Juni 1989      | Kroatien     |
| Aleksandar Pršo     | 17. Januar 1989    | Kroatien     |
| Radoslav Rogina     | 3. März 1979       | Kroatien     |
| Endi Širol          | 20. Juni 1992      | Kroatien     |
| Silvano Valčić      | 4. Dezember 1988   | Kroatien     |
| Vinko Zaninović     | 6. November 1987   | Kroatien     |

## Platzierungen in UCI-Ranglisten
UCI Asia Tour 2011
|      | Fahrer              | Punkte |
| ---- | ------------------- | ------ |
| 105. | Tomislav Dančulović | 29     |
| 170. | Matija Kvasina      | 14     |
| 198. | Emanuel Kišerlovski | 11     |

UCI Europe Tour 2011
|      | Fahrer              | Punkte |
| ---- | ------------------- | ------ |
| 42.  | Radoslav Rogina     | 208    |
| 72.  | Kristijan Đurasek   | 158    |
| 86.  | Tomislav Dančulović | 142    |
| 101. | Matija Kvasina      | 125    |
| 539. | Hrvoje Miholjević   | 26     |
| 650. | Emanuel Kišerlovski | 18     |
| 963. | Andrej Omulec       | 7      |